# Nechung

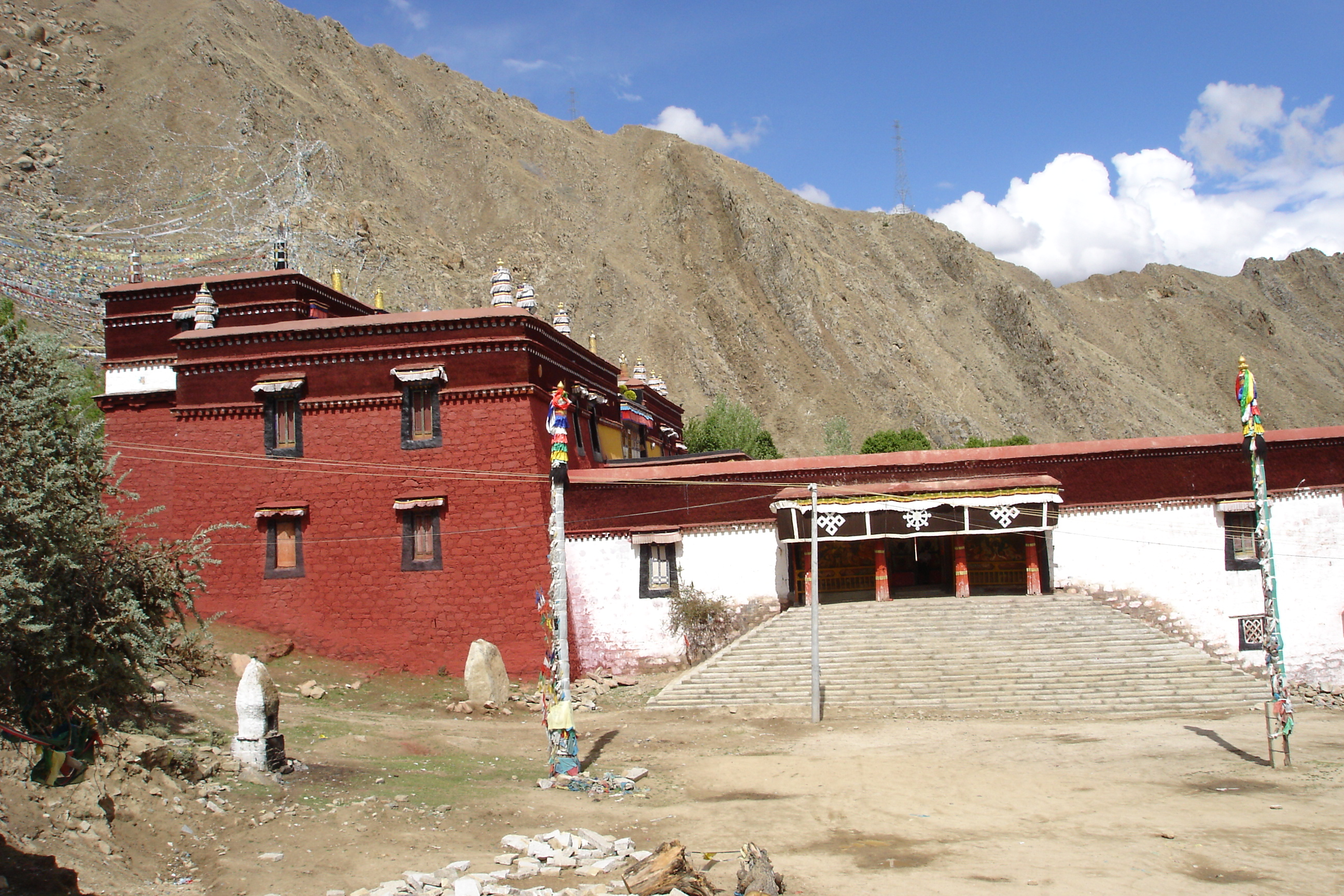
Nechung ingang

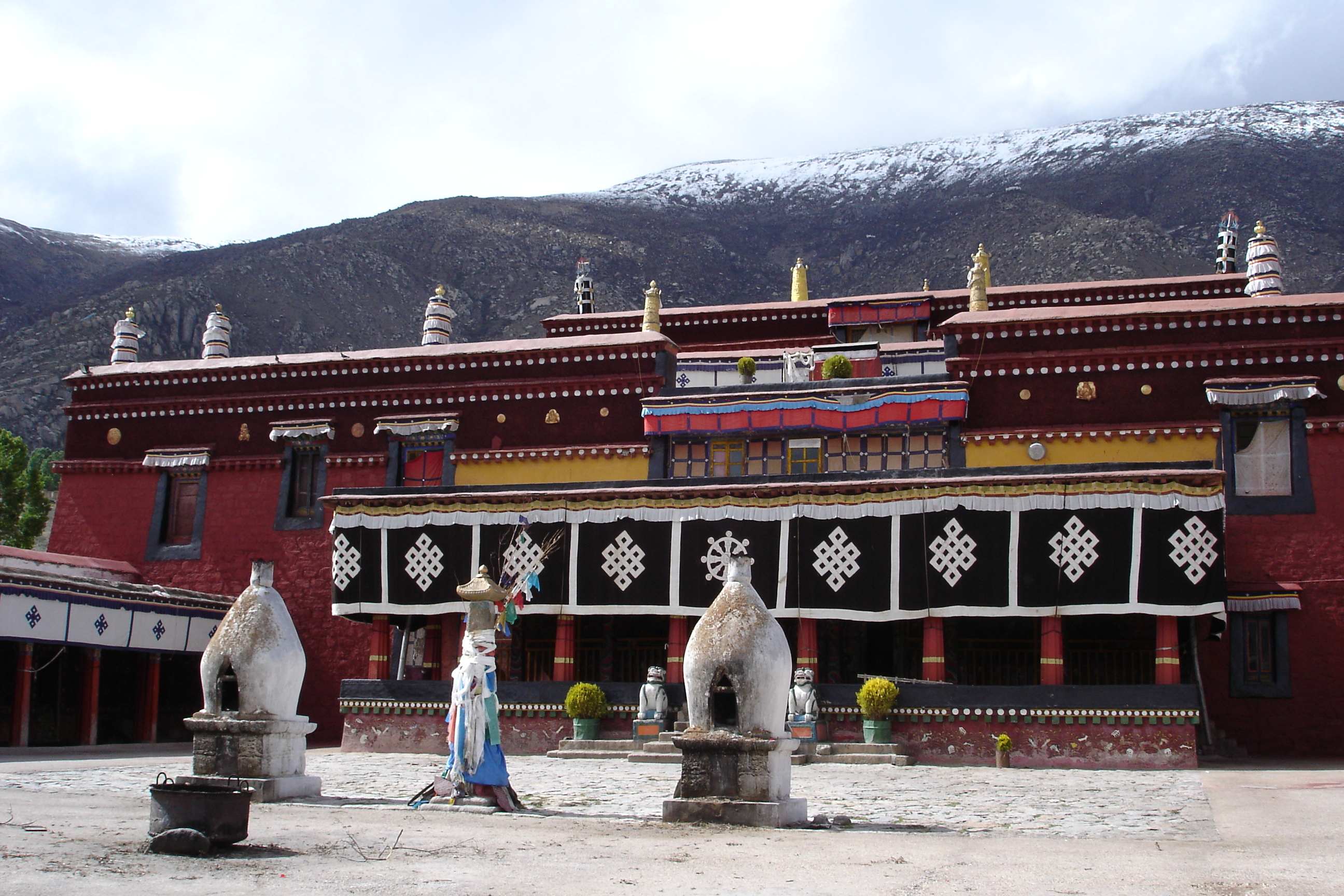
Nechung-binnenplaats

Nechung of Nechung Chok, vertaald Kleine Woning, is een Tibetaans boeddhistisch klooster in Lhasa in Tibet. Het klooster bevindt zich op tien minuten loopafstand van het Drepungklooster.
Het was de zetel van het staatsorakel tot de Tibetaanse diaspora vanaf 1959. Hoewel het orakel een monnik uit de nyingmatraditie was en de dalai lama uit de gelugtraditie voortkomt, consulteerde de dalai lama het orakel altijd voordat hij belangrijke beslissingen nam. Het orakel doet uitspraken tijdens een trance.
Na de Tibetaanse diaspora in 1959 is er ook een vestiging van Nechung in McLeod Ganj gebouwd, dat sindsdien de woonplaats van de veertiende dalai lama Tenzin Gyatso is.

## Geschiedenis
Tijdens de Culturele Revolutie (1966-76) werd Nechung vrijwel geheel verwoest. Later is het klooster grotendeels herbouwd en op de tweede verdieping is een nieuw beeld van Goeroe Rinpoche (Padmasambhava) geplaatst. Er is een debateerschool gevestigd in het oostelijke deel van Nechung die anno jaren '00 weer door jonge studentmonniken wordt bezocht.